# Алмазан
Алмазан (шп. Almazán) општина је у шпанској провинцији Сорија (покрајина Кастиља и Леон). Општина је смештена 32 km јужно од главног града провинције Сорија и 192 km од Мадрида. Становништво се углавном бави пољопривредом. Према попису становништва из 2004. године има 5.755 становника.
Алмазан у преводу са арапског значи „утврђено место“.